# UM20B型柴油机车
UM20B型柴油机车是由美国通用电气公司研制的一种柴油机车，也是通用电气公司为试水干线柴油机车市场而试制的实验性车型。

## 开发背景
通用电气公司是电力传动柴油机车的发明者，早于1917年就研制出第一台电传动柴油机车。从1930年代至1950年代初，由于小型调车柴油机车在北美洲的需求日益增长，通用电气公司开发了多款十分成功的调车柴油机车，例如44吨调车机车和70吨调车机车等，柴油机装车功率范围约300马力至600马力。而干线柴油机车方面，通用电气公司并没有向市场直接推出自己的产品，而是采用与美国机车公司建立合作伙伴关系的方式，为美国机车公司的干线柴油机车提供电传动系统，例如DL-109型柴油机车和FA系列柴油机车，通过结合两家公司各自的优势，与通用汽车旗下易安迪公司（EMD）展开竞争。
1953年，由于经营理念和投标决定上分歧，通用电气公司决定结束与美国机车公司的合作关系，正式涉足干线柴油机车的市场。1954年，通用电气公司试制的首台干线柴油机车在宾夕法尼亚州的伊利工厂落成，这是一组由四节独立机车重联连挂而成的干线柴油机车，这组机车由“A+B”和“C+D”两个单元组成，每个单元的其中一节机车设有司机室。由于通用电气公司之前曾经与美国机车公司合作设计柴油机车，因此这组机车的车体外形亦和FA系列柴油机车十分相似。每节机车装有一台库珀贝西默制造的四冲程柴油机，机车出厂时两个单元分别装载两种柴油机以作试验，其中“A+B”两节机车装载12气缸、1600马力的FVBL-12型柴油机，“C+D”两节机车装载8气缸、1200马力的FVBL-8型柴油机。

## 运用历史
1954年至1959年间，这组柴油机车由通用电气公司租借予伊利鐵路，以750号机车的名义在霍内尔（Hornell）至马里恩（Marion）之间投入试运行，机车在这段时间的运行里程超过一百万英里，为柴油机和电传动系统的改进累积了大量经验，为后继的U25B型柴油机车乃至整个“通用”系列柴油机车奠定了技术基础。机车完成试运行后返回通用电气公司的伊利工厂进行改造，改装功率增大至2000马力的FVBL-12T型柴油机，UM20B型柴油机车因而得名，其中“U”代表“通用”系列（Universal Series）、“M”代表改良型（Modified）、“20”代表单节功率为2000马力、“B”代表机车轴式为Bo-Bo。而从机车上拆下来的旧柴油机则用作进一步的试验，其中一台柴油机被送往库珀贝西默公司位于俄亥俄州弗農山的工厂。完成改造后的机车于1959年10月21日售予联合太平洋铁路，四节机车分别获得620、620B、621、621B的编号，这组柴油机车一直服役到1963年，才被新一代的U50型柴油机车取代。
除此之外，通用电气公司授权澳洲戈尼南公司生产的新南威尔士43型柴油机车，其车体和传动装置也是以UM20B型柴油机车作为基础。

## 参看
- U25B型柴油机车
- 通用系列柴油机车